# Skate Canada 1973
Navigation
Édition suivante
Le Skate Canada (ou Internationaux Patinage Canada) est une compétition internationale de patinage artistique qui se déroule au Canada au cours de l'automne. Il accueille des patineurs amateurs de niveau senior dans trois catégories: simple messieurs, simple dames et danse sur glace. La catégorie des couples artistiques n'est ajoutée au programme du Skate Canada qu'à partir de 1984.
Le premier Skate Canada est organisé du 25 au 28 octobre 1973 au Stampede Corral de Calgary dans la province de l'Alberta. C'est le premier concours international organisé par la fédération canadienne de patinage (Canadian Figure Skating Association) qui est ouvert à tous les patineurs issus des pays membres de l'ISU. 
Cette création fait suite à l'annulation en 1973 des Championnats d'Amérique du Nord (North American Figure Skating Championships), qui devaient se tenir à Rochester dans l'État de New York aux États-Unis, du 8 au 11 février 1973. Cette annulation est en grande partie due à la fédération canadienne qui voulait créer un concours de patinage artistique international ouvert à tous les patineurs issus des pays membres de l'ISU, et plus seulement aux seuls nord-américains. Ainsi la fédération canadienne crée le Skate Canada dès la fin de l'année 1973, et la fédération américaine (U.S. Figure Skating Association) fera de même six ans plus tard en 1979 avec la création du Skate America.
Patinage Canada invite neuf pays : l'Allemagne de l'Ouest, l'Autriche, les États-Unis, la France, l'Italie, le Japon, le Royaume-Uni, la Tchécoslovaquie et l'Union soviétique.

## Résultats

### Messieurs
| Rang | Nom                 | Nation               | Points | Fig. impo. | Prog. court | Prog. libre |
| ---- | ------------------- | -------------------- | ------ | ---------- | ----------- | ----------- |
| 1    | Toller Cranston     | Canada               |        | 1          |             |             |
| 2    | Ron Shaver          | Canada               |        | 2          |             |             |
| 3    | Minoru Sano         | Japon                |        | 4          |             |             |
| 4    | Igor Lisovski       | Union soviétique     |        | 6          |             |             |
| 5    | Zdeněk Pazdírek     | Tchécoslovaquie      |        | 3          |             |             |
| 6    | Robert Rubens       | Canada               |        | 5          |             |             |
| 7    | Erich Reifschneider | Allemagne de l'Ouest |        | 7          |             |             |
| 8    | Terry Kubicka       | États-Unis           |        | 9          |             |             |
| 9    | Ronald Koppelent    | Autriche             |        | 8          |             |             |
| 10   | Robin Cousins       | Royaume-Uni          |        | 11         |             |             |
| 11   | Rolando Bragaglia   | Italie               |        | 10         |             |             |

### Dames
| Rang | Nom                | Nation               | Points | Fig. impo. | Prog. court | Prog. libre |
| ---- | ------------------ | -------------------- | ------ | ---------- | ----------- | ----------- |
| 1    | Lynn Nightingale   | Canada               |        | 7          |             |             |
| 2    | Barbara Terpenning | Canada               |        | 3          |             |             |
| 3    | Jean Scott         | Royaume-Uni          |        | 1          |             |             |
| 4    | Julie McKinstry    | États-Unis           |        | 2          |             |             |
| 5    | Liana Drahová      | Tchécoslovaquie      |        | 5          |             |             |
| 6    | Liudmila Bakonina  | Union soviétique     |        | 10         |             |             |
| 7    | Sonja Balun        | Autriche             |        | 8          |             |             |
| 8    | Emi Watanabe       | Japon                |        | 9          |             |             |
| 9    | Julie Black        | Canada               |        | 4          |             |             |
| 10   | Isabel de Navarre  | Allemagne de l'Ouest |        | 8          |             |             |
| 11   | Cinzia Frosio      | Italie               |        | 11         |             |             |
| 12   | Eveline Debet      | France               |        | 12         |             |             |

### Danse sur glace
| Rang | Nom                                     | Pays                 | Points | Danses imposées | Danse libre |
| ---- | --------------------------------------- | -------------------- | ------ | --------------- | ----------- |
| 1    | Hilary Green / Glyn Watts               | Royaume-Uni          |        | 1               | 1           |
| 2    | Louise Soper / Barry Soper              | Canada               |        | 2               | 2           |
| 3    | Irina Moïsseïeva / Andrei Minenkov      | Union soviétique     |        | 3               | 3           |
| 4    | Ann Millier / Harvey Millier            | États-Unis           |        | 4               | 4           |
| 5    | Rosalind Druce / David Barker           | Royaume-Uni          |        | 5               | 5           |
| 6    | Diana Skotnicka / Martin Skotnicky      | Tchécoslovaquie      |        | 6               | 6           |
| 7    | Barbara Berezowski / David Porter       | Canada               |        | 7               | 7           |
| 8    | Debbie Dowding / John Dowding           | Canada               |        | 8               | 8           |
| 9    | Nicole Rinsant / Dirk Beyer             | Allemagne de l'Ouest |        | 10              | 9           |
| 10   | Claude Couste / Eric Couste             | France               |        | 9               | 10          |
| 11   | Brigitte Schejbal / Walter Leschetitzky | Autriche             |        | 11              | 11          |

## Source
- Podiums et résultats des patineurs canadiens sur le site de Patinage Canada
- (en) « The 1973 Skate Canada International Competition », sur skateguard1.blogspot.com
- (en) « Skate Canada », sur usfsa.xmlmanager.qg.com